# Daniel Ardiles
Daniel Ardiles Decker (La Paz, Bolivia; 27 de septiembre de 1985) es un ingeniero comercial, presentador de televisión y músico boliviano.

## Biografía
Daniel Ardiles nació el 27 de septiembre de 1985 en la ciudad de La Paz. Comenzó sus estudios escolares en 1991, saliendo bachiller el año 2002 del Colegio la Salle de su ciudad natal.
En 2003, continua con sus estudios profesionales, ingresando a estudiar la carrera de ingeniería en la Universidad Privada Boliviana de La Paz, graduándose como ingeniero comercial el año 2008. Durante su adolescencia, Ardiles estudió también en el conservatorio musical de la ciudad de La Paz. Incursionó en el ámbito musical con su banda de rock Antix. 

### Bolivia TV (2012-2013)
Daniel Ardiles ingresó a la televisión boliviana el año 2012 con el programa de rock Axesso emitido en ese entonces por la televisión estatal Bolivia TV. Ese mismo año se convertiría también en presentador de noticias del canal estatal.

### Red Bolivisión (2013-2015)
Meses después, el 3 de junio de 2013, comenzaría a trabajar como conductor de televisión en la Red Bolivisión. Permanecería en este cadena televisiva hasta el año 2015 junto a los conductores Héctor Uriarte, Fabiola Chávez y Richard Pereira.

### Red ATB (2015-2021)
En 10 de abril de 2015, Daniel Ardiles pasaría a trabajar como presentador de noticias en la Red ATB al lado de presentadores como Carolina Córdova, Claudia Arce, Leonel Fransezze, Roberto Perrogón entre otros. Estuvo en el canal por un lapso de tiempo 5 años hasta el 30 de abril de 2021.